# Port lotniczy Abaiang
Port lotniczy Abaiang (ICAO: ABF, ICAO: NGAB) – port lotniczy położony między wsiami Tabwiroa i Tuarabu, na atolu Abaiang, w Kiribati.

## Linie lotnicze i połączenia
- Air Kiribati (Marakei, Tarawa)
- Coral Sun Airways (Marakei, Tarawa)